# Panama (Oklahoma)
Panama es un pueblo ubicado en el condado de Le Flore en el estado estadounidense de Oklahoma. En el año 2010 tenía una población de 	1413 habitantes y una densidad poblacional de 204,78 personas por km².

## Geografía
Panama se encuentra ubicado en las coordenadas 35°10′14″N 94°40′12″O / 35.17056, -94.67000 (35.170591, -94.670099).

## Demografía
Según la Oficina del Censo en 2000 los ingresos medios por hogar en la localidad eran de $23,385 y los ingresos medios por familia eran $29,500. Los hombres tenían unos ingresos medios de $27,260 frente a los $17,679 para las mujeres. La renta per cápita para la localidad era de $12,878. Alrededor del 24.3% de la población estaban por debajo del umbral de pobreza.